# Muesli

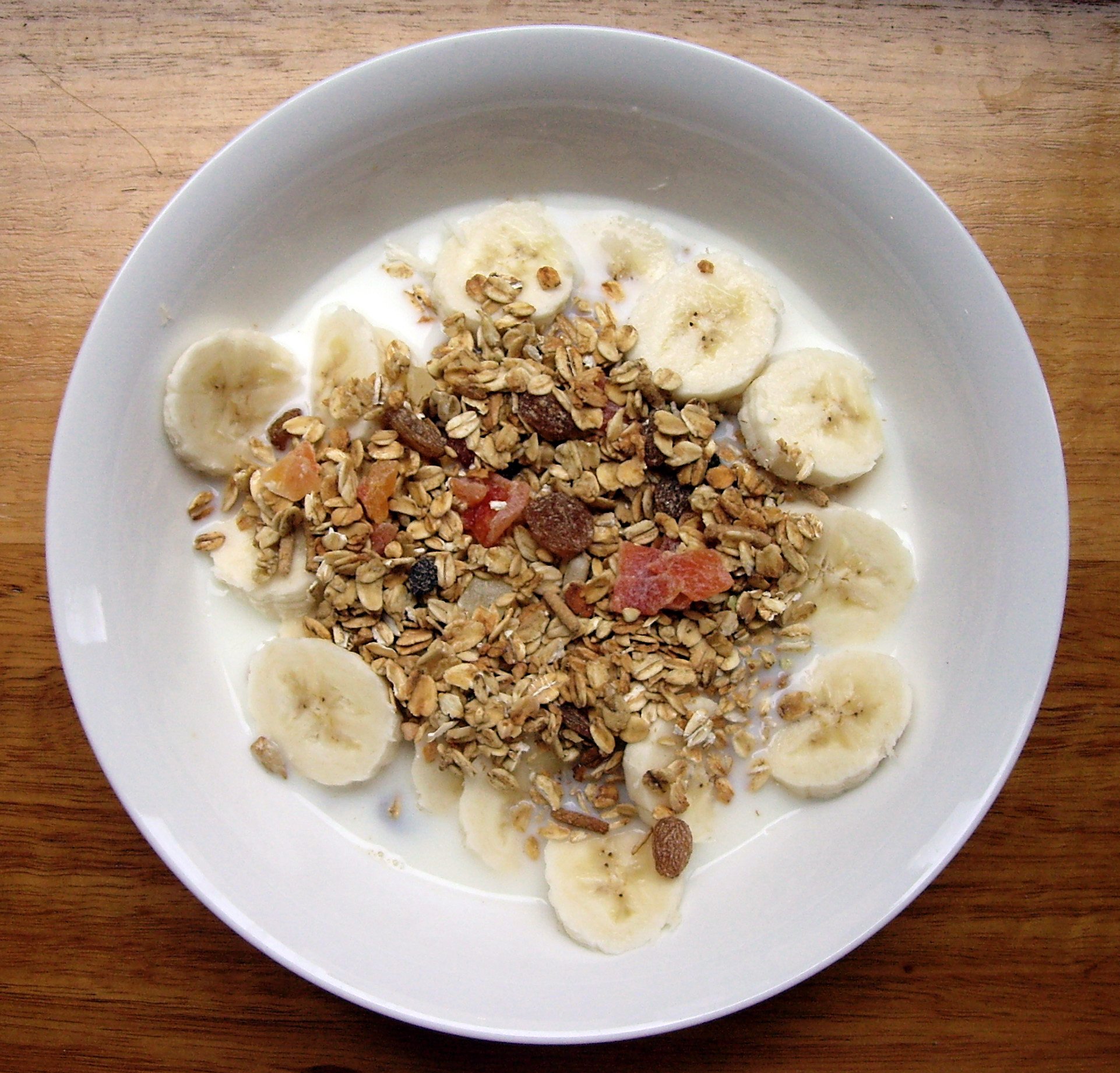
Een bord muesli

Muesli is een ontbijtproduct bestaande uit havervlokken, (gedroogd) fruit en (soms) chocolade, dat met melk of yoghurt wordt gegeten. Yoghurt met muesli kan ook worden genuttigd als nagerecht.
Muesli kent een aantal varianten: zo is er een krokante variant met een suikerlaagje (ook wel cruesli genoemd naar de merknaam van de eerste krokante muesli), en zijn er verschillende mengsels, bijvoorbeeld met chocolade of met gedroogd fruit.

## Bircher-Benner
Al deze moderne muesli's staan haaks op het idee van de oorspronkelijke muesli.
Muesli is in 1900 door de Zwitserse arts Maximilian Bircher-Benner voor zijn patiënten ontwikkeld als dieetspijs.
Dr. Bircher-Benner was een van de eerste voedingsdeskundigen die welvaartsziekten toeschreven aan een voeding die niet langer "lebensfrisch" oftewel vers uit de natuur was. Hij ging uit van een vegetarische voeding. Zijn theorie was kortweg dat het menselijk organisme het beste kan gedijen en herstellen door rauwe en zo min mogelijk bewerkte vruchten, zaden en groenten te eten.
Vlees en vis en ook zuivel en eieren hadden in zijn optiek verminderde voedingswaarde, doordat de dieren in de voedselketen een goed deel verbruikten van de vitaminen en zonne-energie. Ook geraffineerde suikers en wittebrood waren in zijn ogen krachteloos voedsel.
Muesli (Zwitsers-Duits: Müesli) is het Zwitserse woord voor 'moesje', 'papje' (zegt men in Zwitserland 'Müsli', dan bedoelt men een kleine muis). De oorspronkelijke muesli was niet gebaseerd op de haver- en tarwevlokken, maar op de vruchten. Oermuesli bestond uit 2 of 3 kleine appels, geheel geraspt, inclusief de pitten, schil en klokhuis, een eetlepel gemalen walnoten, hazelnoten of amandelen. Daarbij slechts één afgestreken eetlepel havermout, die men 12 uur had voorgeweekt in 3 eetlepels water, en het sap van een halve citroen en 1 eetlepel gecondenseerde melk.